# Kupferbergwerk auf Virgin Gorda
Das Kupferbergwerk auf Virgin Gorda war ein Bergwerk, das auf der zu den Britischen Jungferninseln, einem Britischen Überseegebiet in der Karibik, gehörenden Insel Virgin Gorda zwischen 1835 und 1862 in zwei kurzen Abbauperioden zur Gewinnung von Kupfererz betrieben wurde.

## Geographie

### Lage
Die Ruinen des Bergwerks befinden sich am nach ihm benannten Copper Mine Point im äußersten Südosten der Insel Virgin Gorda. Die im Jahr 1840 von Bergmännern angelegte Copper Mine Road verbindet das Grubengelände mit Spanish Town, der ungefähr zwei Kilometer nordwestlich gelegenen Hauptsiedlung Virgin Gordas.

### Geologie

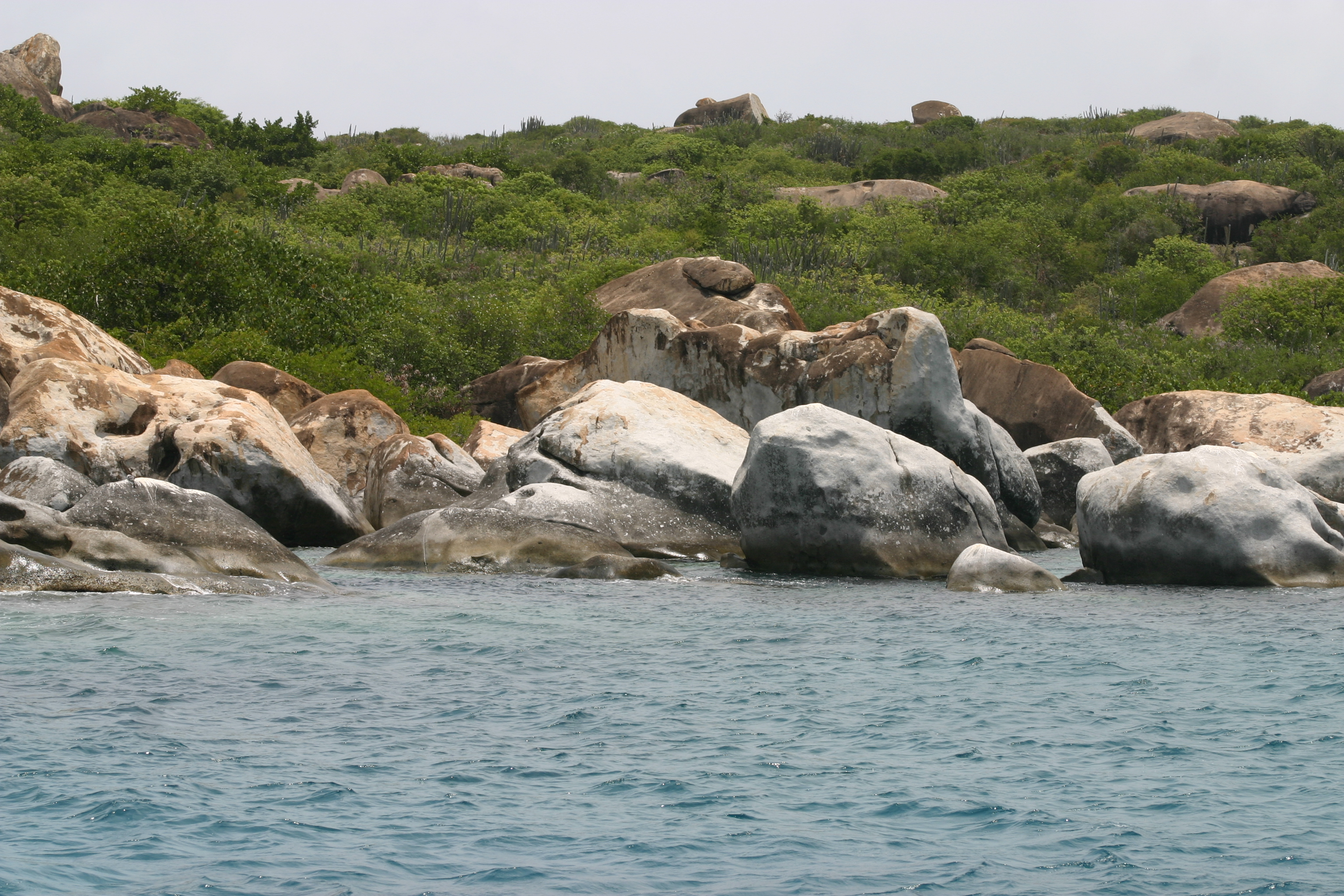
Das helle Granodiorit-Gestein des Virgin-Islands-Batholithen prägt – wie hier bei „The Baths“ – weite Abschnitte der Felsküsten im Süden Virgin Gordas.

Die Insel Virgin Gorda besteht größtenteils aus Gesteinen des Virgin-Islands-Batholithen (auch als Virgin-Gorda-Batholith bezeichnet), eines im Zusammenhang mit Subduktionsprozessen am Inselbogen der Großen Antillen entstandenen, durch tektonische Vorgänge gehobenen und durch Erosion freigelegten Tiefengesteinskörpers. Der an der Südküste der Insel anstehende Granodiorit weist ein Alter von 37,6 Mio. Jahren auf. Nahe dem Copper Mine Point wird das Gestein von einer nordwärts streichenden Störungszone durchzogen, an die mit Chalkopyrit und Molybdänit vererzte Quarzgänge gebunden sind.
Das Bergwerk baute auf einer hydrothermalen Ganglagerstätte, die durch mehrere Schächte bis in eine Teufe von ungefähr 110 Metern erschlossen und im Streichen nach Norden und Süden auf einer Länge von je etwa 450 bis 800 Metern verfolgt wurde. In seigerem Abstand von rund 18 Metern wurden sechs Sohlen angesetzt; die aufgefahrenen Strecken reichten teilweise unter den Meeresboden.
Haupterzmittel war die „Whitley’s Lode“, benannt nach dem Hauptanteilseigner des Bergwerks. Dieser Gang war im Durchschnitt gut einen halben
Meter mächtig. Mit zunehmender Teufe weitete er sich bis auf rund einen Meter Durchmesser und führte größere Mengen gediegenes Kupfer. Die Gangart war Quarz, als Primärerze traten Chalkopyrit (CuFeS2) und Molybdänit (MoS2) auf. Weil das bergbauliche Interesse ausschließlich dem Kupfer galt, wurde der Molybdänit auf Halde geworfen.
Der Ausbiss der Lagerstätte ist wegen seiner auffälligen Färbung durch sekundäre Mineralbildungen wie Malachit in den hellen, aus Granodiorit bestehenden Klippen gut erkennbar.

## Geschichte
Das Kupfervorkommen auf Virgin Gorda wurde vor der Ankunft der Europäer von der ursprünglich hier ansässigen Bevölkerung zur Herstellung von Werkzeugen und Schmuck genutzt. Nach der Entdeckung der Jungferninseln durch Christoph Kolumbus betrieben spanische Siedler und später möglicherweise holländische Bergleute hier sporadisch Bergbau; der Abbau kam wohl im ersten Drittel des 18. Jahrhunderts zum Erliegen.
Auf Betreiben von Plantagenbesitzern aus Virgin Gorda, die nach der Abschaffung der Sklaverei 1834 in wirtschaftliche Schwierigkeiten geraten waren und nach Absatzmöglichkeiten für ihre Produkte suchten, gründeten englische Investoren 1835 unter Führung des Liverpooler Anwalts John Whitley die „Virgin Gorda Mining Company“ mit dem Ziel, den stillliegenden Bergbau wieder aufzunehmen. Annähernd 1000 Acres Land wurden erworben oder gepachtet und für den Betrieb des Bergwerks erschlossen, ein Schacht wurde 1838 abgeteuft. Weil die hierbei angetroffenen Erze profitabel erschienen, wurden in Cornwall Bergleute angeworben (31 Männer und 5 Frauen) und eine gebrauchte Dampfmaschine sowie ein Dampfkessel gekauft. Zusätzlich wurden für die Arbeiten über Tage Einheimische eingestellt, darunter 64 Frauen und Kinder, die hauptsächlich für die Zerkleinerung und Sortierung der Erze zuständig waren. Insgesamt fanden bis zu 174 Arbeitskräfte Beschäftigung. Weil der Betreibergesellschaft die finanziellen Mittel ausgingen, musste der Abbau trotz guter Erzanbrüche im März 1842 eingestellt werden. In dieser ersten Betriebsperiode wurden insgesamt etwa 210 Tonnen Erzkonzentrat mit einem Kupfergehalt von 20 % gewonnen.
Ab 1859 wurde das Bergwerk von der neu gegründeten Gesellschaft „Virgin Gorda Mine Adventure“ aufgewältigt. Erneut wurden kornische Bergleute als Vertragsarbeiter angeheuert. Die gezahlten Löhne waren mit monatlich neun Pfund für die Arbeit im Bergwerk und fünf Pfund für die Zeiten der Überfahrt hoch im Vergleich zu den damals in Cornwall üblichen zwei bis drei Pfund im Monat. Dampfkessel und Dampfmaschine wurden instand gesetzt und zahlreiche Gebäude errichtet, darunter ein Pulvermagazin und eine große Zisterne mit einer Auffangplattform für Regenwasser. Im Juni 1860 wurde ein neuer Schacht bis auf 73 Meter abgeteuft, außerdem wurde eine Erzmühle installiert. Im selben Jahr wurden 150 Tonnen Erz im Wert von 3000 Pfund ausgeführt. Im darauffolgenden Jahr stieg die Produktion auf 721 Tonnen Erz mit einem Wert von 10.120 Pfund. Wie schon in der ersten Betriebsperiode wurde das Erz zur Verhüttung nach Swansea in Wales verschifft. Umgekehrt wurde der gesamte Materialbedarf des Bergwerks von dort importiert. 1861 waren das 454 Tonnen Kohle, 190 Gallonen Maschinenöl,  26.000 Fuß Bauholz, 12 Tonnen Kerzen sowie technische Ausrüstung im Wert von 243 Pfund. Die hohen Lohn- und Transportkosten, steigende Steuern und Abgaben, sinkender Kupfergehalt der geförderten Erze und fallende Marktpreise für Kupfer machten einen profitablen Abbau unmöglich, sodass bereits 1862 der Betrieb des Bergwerks endgültig eingestellt wurde.
Während des Ersten Weltkriegs fand in geringem Umfang ein Nachlesebergbau auf Molybdän statt, indem die alten Halden von Hand nach Molybdänitstücken abgesucht wurden. Ungefähr 30 cwt Erz mit einem Wert von 1,50 Dollar pro Pfund wurden 1917 ausgeführt. Die Untersuchung einer Probe von Haldenmaterial zu Beginn der 1920er Jahre ergab einen Gehalt von 1,5 % Molybdänit.
Gelegentlich erfolgten weitere Untersuchungen der Lagerstätte, zuletzt 1970 durch ein kanadisches Unternehmen, die aber nicht zu einer Wiederaufnahme des Bergbaus führten.
Nach ersten Sicherungsmaßnahmen an den Ruinen ab 1998 wurde das Bergwerksgelände am 28. März 2003 aufgrund der siedlungs- und industriegeschichtlichen Bedeutung zum „Copper Mine Point National Park“ erklärt. Das unter Schutz gestellte Gebiet hat eine Fläche von 18,36 Acres. Ein Besucherzentrum mit Erläuterungen zur Geschichte des Bergwerks wurde am 27. Januar 2017 eröffnet, aber noch im selben Jahr durch die Hurrikane Irma und Maria schwer beschädigt und auf unbestimmte Zeit geschlossen.

## Heutiger Zustand

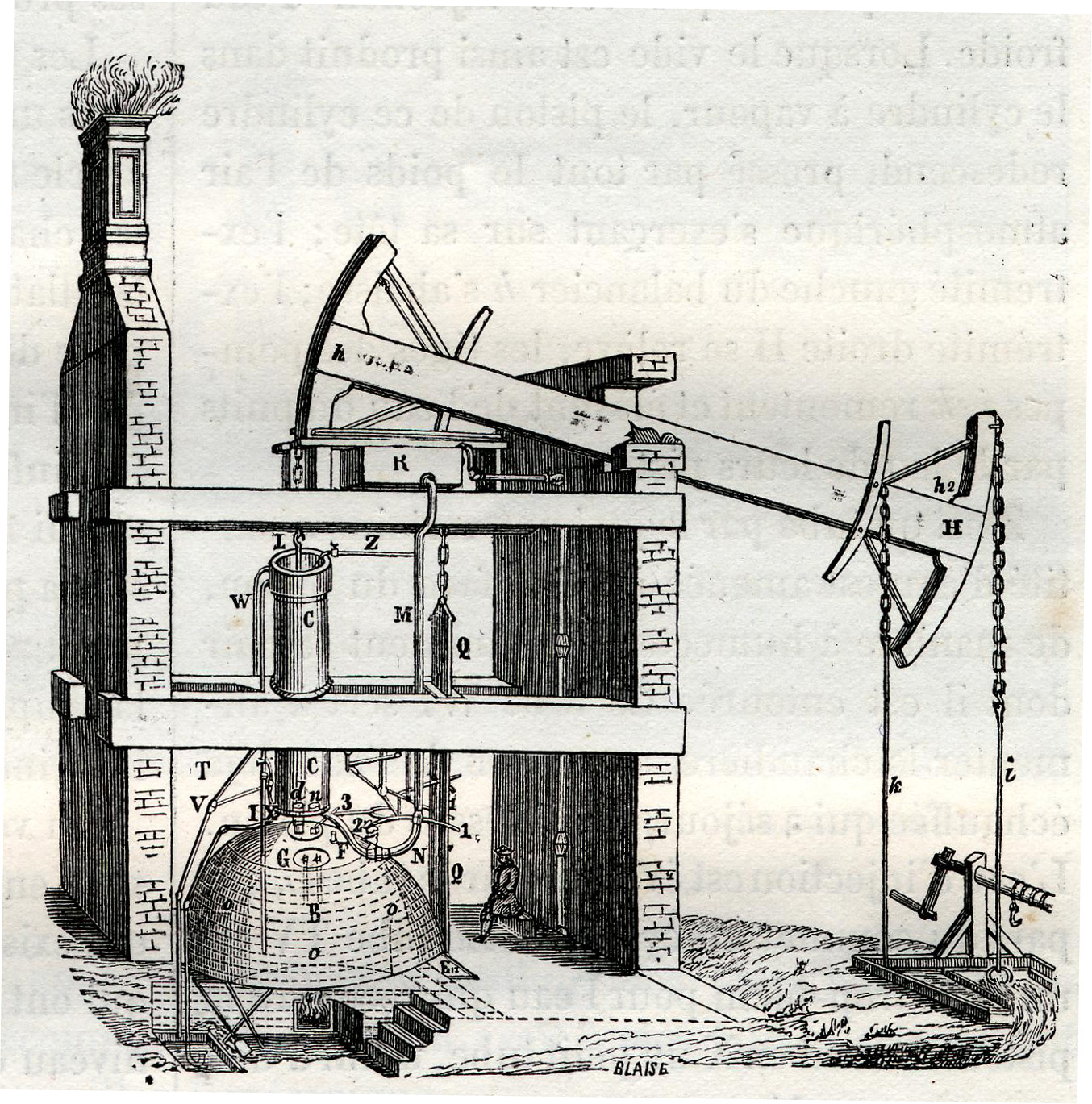
Prinzipzeichnung einer „house-built engine“

Vor allem von den in der Abbauperiode von 1859 bis 1962 errichteten Tagesanlagen des Bergwerks sind noch bedeutende Überreste vorhanden. Als weithin sichtbare Landmarken besonders auffällig sind das Maschinenhaus und der Schornstein, die beide bis in Details den entsprechenden Anlagen in Cornwall gleichen. Der Schornstein trägt Reste der typischen Bekrönung mit roten Ziegeln. Das Maschinenhaus, von dem noch Teile von drei der vier Außenmauern stehen, und die Dampfmaschine waren als „house-built engine“ ausgeführt, wobei das Gebäude integraler Bestandteil der Maschine ist, indem eine der Gebäudemauern zugleich als zentrale Stütze den Balancier der Dampfmaschine trägt. Die Fundamente des Kesselhauses enthalten noch die stark von Rost zerfressenen Überreste des Dampfkessels. Gut erhalten ist die Zisterne, außerdem sind Reste der Auffangplattform für Regenwasser sowie Grundmauern von Pulvermagazin und Verwaltungsgebäuden vorhanden.
Obgleich das Ensemble 2003 als Nationalpark unter Schutz gestellt wurde, sind die Ruinen in ihrem Bestand gefährdet. Die Anlagen sind salziger Luft und häufigen Stürmen ausgesetzt. Bodenerosion, Entfernung von Mauersteinen und die Folgen unsachgemäßer Restaurierungsmaßnahmen beeinträchtigen die Festigkeit der noch vorhandenen Mauern.
Am Strand der nördlich des Bergwerks gelegenen Copper Mine Bay, teilweise im flachen Wasser, befindet sich in zwei Hälften der gusseiserne Balancier der 1836 in der Perran Foundry unweit Falmouth hergestellten und 1840 auf Virgin Gorda installierten Dampfmaschine. Er ist weltweit eines der ältesten noch vorhandenen Bauteile dieser Art.
Das Bergwerksgelände bietet Fundmöglichkeiten für Minerale wie Malachit, Molybdänit und gediegen Kupfer. Mehr als 25 Mineralarten, darunter auch seltene, konnten bislang nachgewiesen werden.
Die Felsspalten in den Klippen am Meeresufer werden von Weißschwanz-Tropikvögeln (Phaethon lepturus) als Brutgelegenheit genutzt.